# Kategoria e Parë (1959)
Sezon 1959 był 22. sezonem Mistrzostw Albanii w piłce nożnej. W rozgrywkach brało udział 8 zespołów. Sezon rozpoczął się 22 marca, a zakończył 6 grudnia 1959. Tytuł obroniła drużyna Partizani Tirana. Tytuł króla strzelców zdobył Stavri Lubonja, który w barwach klubu Dinamo Tirana strzelił 11 goli. 

## Tabela końcowa
|   | Klub              | M  | W | R | P | B+ | B- | Pkt | Uwagi              |
| 1 | Partizani Tirana  | 14 | 9 | 5 | 0 | 27 | 6  | 23  | Mistrz             |
| 2 | 17 Nëntori Tirana | 14 | 8 | 3 | 3 | 20 | 11 | 19  |                    |
| 3 | Dinamo Tirana     | 14 | 4 | 6 | 4 | 16 | 14 | 14  |                    |
| 4 | Flamurtari Vlora  | 14 | 5 | 4 | 5 | 17 | 15 | 14  |                    |
| 5 | Besa Kavajë       | 14 | 6 | 1 | 7 | 20 | 23 | 13  |                    |
| 6 | Labinoti Elbasani | 14 | 4 | 3 | 7 | 12 | 17 | 11  |                    |
| 7 | Vllaznia Szkodra  | 14 | 3 | 4 | 7 | 13 | 24 | 10  |                    |
| 8 | Skënderbeu Korçë  | 14 | 3 | 2 | 9 | 13 | 28 | 8   | Baraż o utrzymanie |

## Baraż o awans/utrzymanie
- Lushnja:
Traktori Lushnja - Skënderbeu Korçë 0 - 4
- Korçë:
Skënderbeu Korçë - Traktori Lushnja 2 - 1

Zespół Skënderbeu Korçë utrzymał się w 1. lidze.